# Хора-Сірма (Яниське сільське поселення)
Хора́-Сі́рма (рос. Хора-Сирма, чув. Хураçырма) — присілок у складі Чебоксарського району Чувашії, Росія. Входить до складу Яниського сільського поселення.
Населення — 114 осіб (2010; 97 у 2002).
Національний склад:
- чуваші — 98 %